# Mauritiusstare
Mauritiusstare (Cryptopsar ischyrhynchus) är en förhistorisk utdöd fågel i familjen starar inom ordningen tättingar. Den beskrevs så sent som 2014 efter subfossila lämningar funna på ön Mauritius i Indiska oceanen. Typexemplaret, överdelen av en näbb, hittades redan 1904 men låg gömt i en låda på ett museum i över hundra år. Studier visar att mauritiusstaren var närmare släkt med rodriguesstaren än réunionstaren.